# Alfred Hoch
Alfred Hoch (* 14. Jänner 1971 in Wien) ist ein österreichischer Politiker (ÖVP). Er war von 2005 bis 2010 Abgeordneter zum Wiener Landtag und Gemeinderat und von 2010 bis 2015 Landesgeschäftsführer der ÖVP Wien.

## Ausbildung und Beruf
Alfred Hoch absolvierte nach der Volksschule eine Allgemeinbildende Höhere Schule und begann nach der Matura 1990 ein Studium der Politikwissenschaft und Publizistik an der Universität Wien. Er absolvierte darüber hinaus Weiterbildungskurse in den Bereichen Buchhaltung, Public Relations sowie Social-Media-Marketing. 2012 bis 2014 absolvierte er erfolgreich den Studien Master-Lehrgang „Führung, Politik, Management“ am FH Campus Wien. 
Hoch arbeitete zwischen 1991 und 1996 an der Kommunikationsabteilung von Siemens und war danach bis 2001 Pressesprecher beim Wiener ÖAAB. Von 2001 bis 2010 war er beruflich als Landesgeschäftsführer des ÖAAB in Wien tätig. Von Oktober 2010 bis Oktober 2015 agierte er als Landesgeschäftsführer der ÖVP Wien. Derzeit ist Hoch bei der ÖBB Infrastruktur AG im Geschäftsbereich Marktmanagement und Kommunikation (Nationale Beziehungen und strategische Kommunikation) beschäftigt. 

## Politik
Von 2003 bis 2011 gehörte Alfred Hoch der Vollversammlung der Wiener Kammer für Arbeiter und Angestellte an. Von 2004 bis 2011 vertrat er die ÖAAB-Fraktion im Vorstand der Wiener AK. Von 2002 bis 2015 war er Mitglied des WAFF -Kuratoriums. Von 2005 bis 2010 war Hoch Abgeordneter zum Wiener Landtag und Mitglied des Gemeinderats der Stadt Wien. Er vertrat die ÖVP in der 18. Gesetzgebungsperiode im Ausschuss „Stadtentwicklung und Verkehr“. Von 2003 bis 2006 war Hoch geschäftsführender Bezirksparteiobmann der ÖVP Favoriten, seit 2006 ist er der Bezirksparteiobmann der ÖVP Favoriten.

## Privat
Alfred Hoch ist verheiratet und hat 2 Kinder. 